# Cementerio de Bidadari
El Cementerio de Bidadari (en chino: 比达达利坟场; en inglés: Bidadari Cemetery; en malayo: Perkuburan Bidadari) es un cementerio desaparecido en Singapur. Había dos secciones: la sección musulmana estaba en la base del Monte Vernon, delimitado por la carretera Aljunied, Carretera Serangoon y la vía Bartley; la sección cristiana estaba en la vía Aljunied desde la sección musulmana, y limitado por la carretera Serangoon.
Aparte de ser un lugar para el recuerdo, los senderos dentro Bidadari solía ser muy populares como una ruta de la carrera para los miembros del contingente Gurkha. Bidadariya no está en uso, y la mayoría de las tumbas han sido exhumadas para la reurbanización. 